# Henrik Liljegren
Carl Henrik Sihver Liljegren, född 17 april 1936, är en svensk ambassadör, talskrivare och författare. Liljegren anställdes på UD 1960 och har varit verksam bland annat i Tokyo, Västberlin och Paris. Liljegren var ambassadör i Ankara 1981-85, Östberlin 1985-89, Bryssel 1989-92 och i Washington 1993-97. Åren 1997-98 var han generalkonsul i Istanbul och från 1998 till sin pensionering 2001 åter igen ambassadör i Ankara. Han har utgivit memoarboken Från Tallinn till Turkiet - som svensk och diplomat.